# Manduca albiplaga
Espèce
Manduca albiplaga est une espèce de lépidoptères (papillons) de nuit de la famille des Sphingidae, de la sous-famille des Sphinginae et de la tribu des Sphingini.

## Description
L'envergure du mâle varie de 120 à 180 mm.

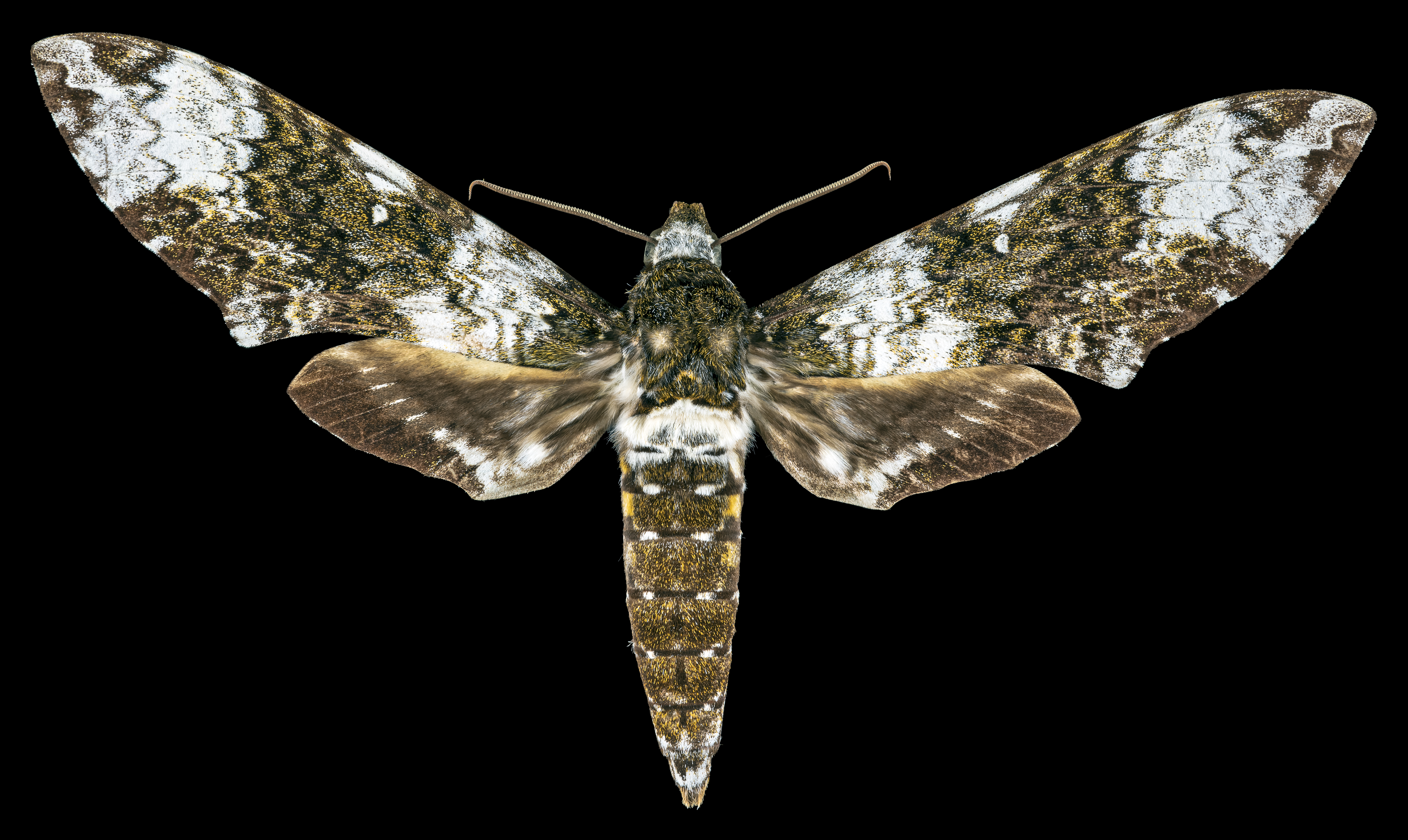
Avers du mâle (coll.MHNT)
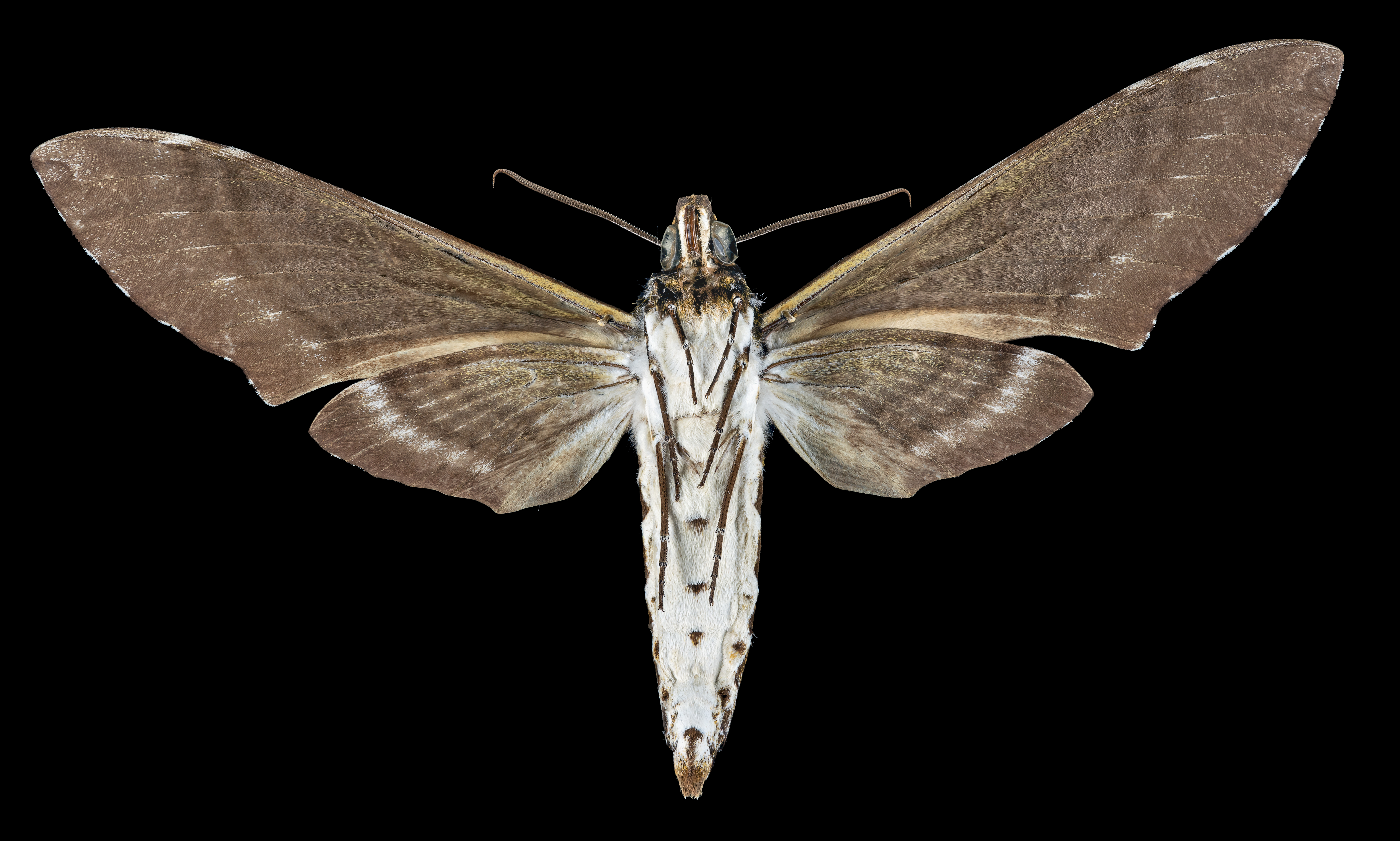
Revers du mâle (coll.MHNT)
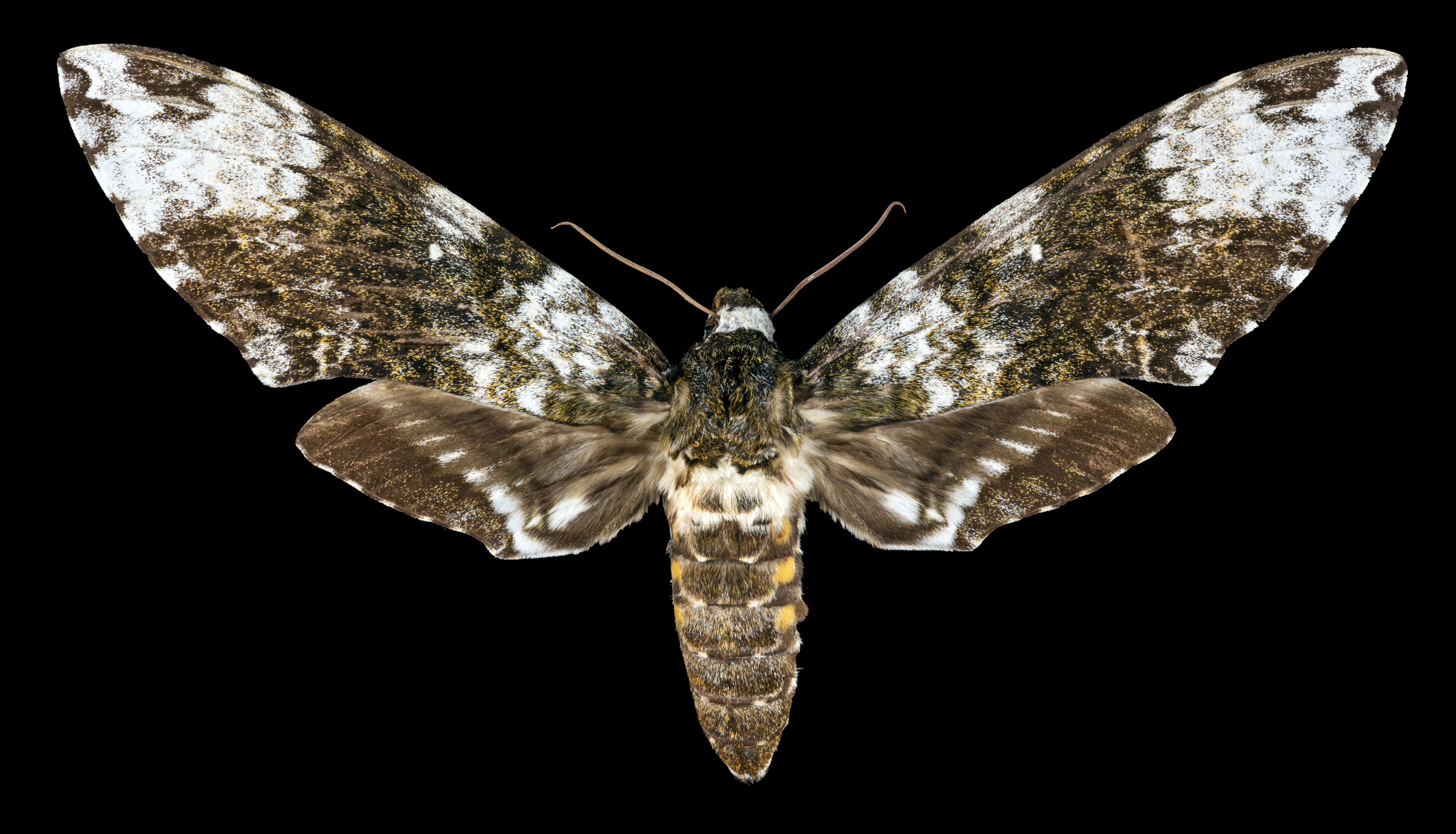
Avers de la femelle (coll.MHNT)
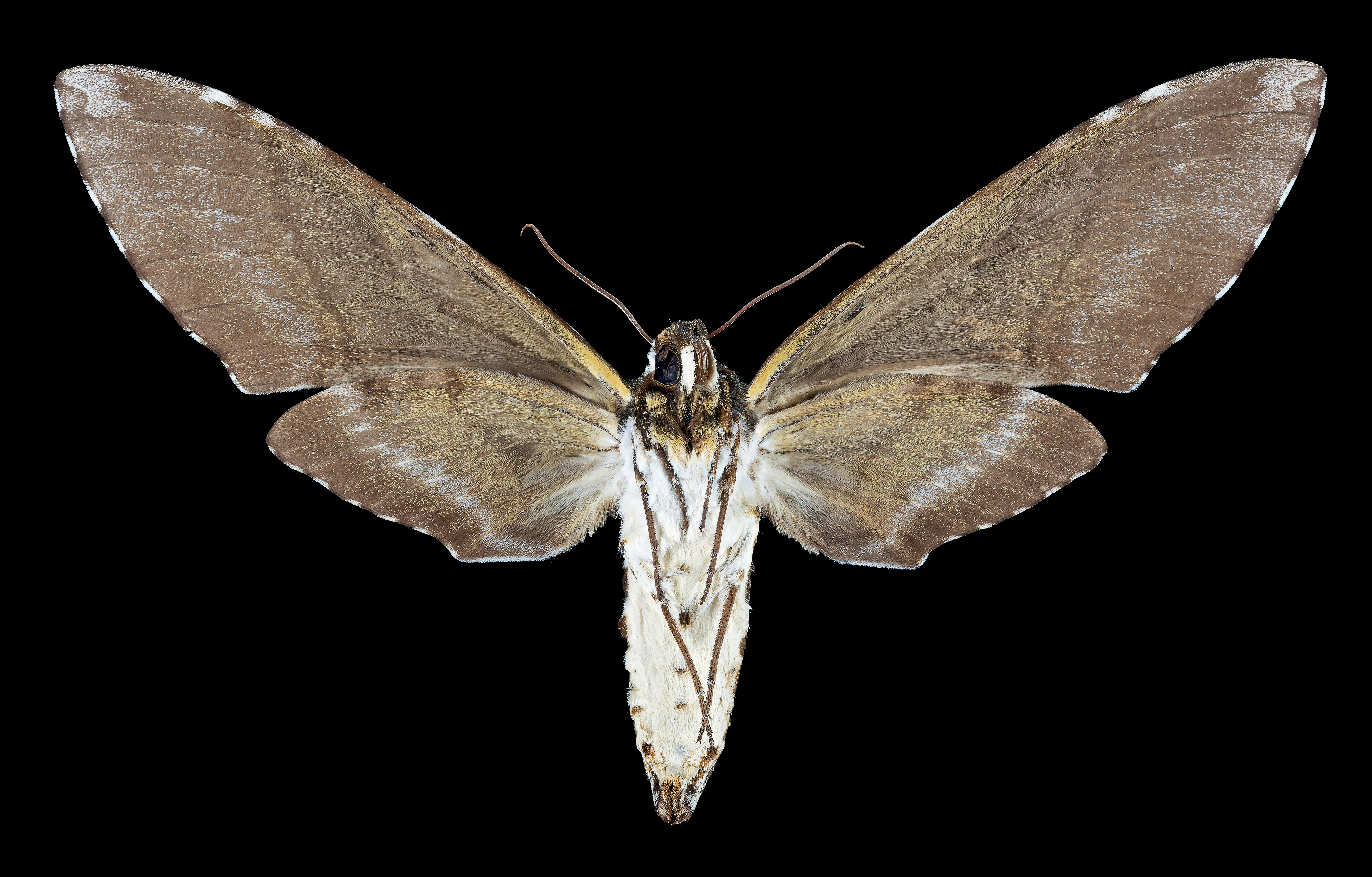
Revers de la femelle (coll.MHNT)

## Distribution et habitat
Distribution
L'espèce a une aire de répartition qui s'étend du Brésil au Sud du Mexique, bien que l'on ait observé un individu aussi loin au nord que le Kansas.
Habitat
L'espèce est répandue et adaptable, vivant dans des habitats variés, des forêts tropicales aux déserts, et prospère dans les zones urbaines. Elle peut vivre sur de nombreux types de plantes indigènes et exotiques.

## Biologie
Les chenilles se nourrissent de plantes de la famille des Boraginacées et de certaines espèces de la famille des Annonacées, y compris Rollinia deliciosa.

## Systématique
- L'espèce Manduca albiplaga a été décrite par l'entomologiste britannique Francis Walker, en 1856 sous le nom initial de Macrosila rustica[1].
- La localité type est Rio de Janeiro.

### Synonymie
- Macrosila albiplaga Walker, 1856 Protonyme
- Sphinx trojanus Schaufuss, 1870
- Sphinx valida Boisduval, 1875
- Protoparce albiplaga exacta Gehlen, 1928